# 토르톨리

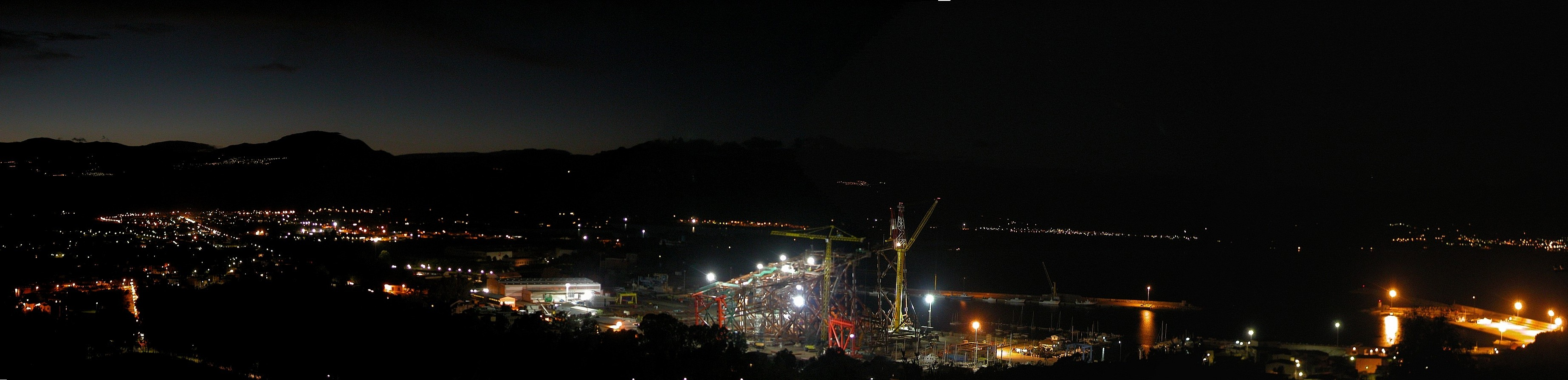
토르톨리

토르톨리(이탈리아어: Tortolì)는 이탈리아 사르데냐주 누오로도에 위치한 코무네로 면적은 39.97km2, 높이는 13m, 인구는 10,207명(2004년 12월 31일 기준), 인구 밀도는 260명/km2이다.